# David Steadman
David William Steadman (18 de agosto de 1951) é um ornitólogo norte-americano, curador de ornitologia no Museu de História Natural da Flórida, que pertence à  Universidade da Flórida.
Sua pesquisa se concentrou na evolução, biogeografia, conservação e extinção de aves tropicais, particularmente as das ilhas do Oceano Pacífico. Ele é autor de mais de 180 publicações científicas. Steadman conduziu uma série de escavações em sítios pré-históricos e descobriu extinções de larga escala provocadas por humanos nas fases iniciais da colonização. Descreveu várias espécies extintas de aves e mais recentemente esteve envolvido na descoberta que o Rigidipenna inexpectata das Ilhas Salomão é uma espécie (ao invés de uma subespécie de Podargus ocellatus, como se acreditava anteriormente). Ele trabalhou extensivamente na Ilha de Páscoa, realizando as primeiras escavações sistemáticas da ilha, a fim de identificar as plantas e animais que lá viveram.